# Wexford Youths FC
Wexford Youths FC, je fotbalový klub z Irska, hrající nejvyšší profesionální soutěž v Irsku League of Ireland Premier Division. Založen byl roku 2007. Sídlí v malé vsi Crossabeg poblíž Wexfordu v hrabství Wexford. Jeho lokálním rivalem je tým Waterford United FC.
Největším úspěchem klubu v jeho krátké historii je vítězství v druhé lize a postup do nejvyšší soutěže v roce 2015.